# 皮納維塔 (亞利桑那州)
皮納維塔（英語：Pinaveta）是位於美國亞利桑那州亞瓦派縣的一個非建制地區。該地的面積和人口皆未知。

## 地理
皮納維塔的座標為35°13′38″N 112°34′23″W / 35.22722°N 112.57306°W，而該地的平均海拔高度為1,549米（即5,082英尺）。